# Golden Globe per la miglior attrice in una mini-serie o film per la televisione
Il Golden Globe per la miglior attrice in una serie mini-serie o film per la televisione viene assegnato alla miglior attrice di una mini-serie o film per la televisione dalla HFPA (Hollywood Foreign Press Association). È stato assegnato per la prima volta nel 1982.

## Vincitori e candidati
L'elenco mostra la vincitrice di ogni anno, seguito dalle attrici che hanno ricevuto una candidatura. Per ogni attrice viene indicata la mini-serie o film per la televisione che le ha valso la nomination (titolo italiano e titolo originale tra parentesi).

### 1980
- 1982
  - Jane Seymour - La valle dell'Eden (East of Eden)
  - Joanne Woodward - Crisis at Central High (Crisis at Central High)
  - Jaclyn Smith - Jacqueline Bouvier Kennedy (Jacqueline Bouvier Kennedy)
  - Glenda Jackson - La storia di Patricia Neal (The Patricia Neal Story)
  - Ellen Burstyn - The People vs. Jean Harris (The People vs. Jean Harris)
- 1983
  - Ingrid Bergman - Una donna di nome Golda (A Woman Called Golda)
  - Jean Stapleton - Eleanor, First Lady of the World (Eleanor, First Lady of the World)
  - Lee Remick - La lettera (The Letter)
  - Carol Burnett - Life of the Party: The Story of Beatrice (Life of the Party: The Story of Beatrice)
  - Lucy Gutteridge - Gloria Vanderbilt (Little Gloria... Happy at Last)
  - Ann Jillian - Mae West (Mae West)
- 1984
  - Ann-Margret - Chi amerà i miei bambini? (Who Will Love My Children?)
  - Blair Brown - Kennedy (Kennedy)
  - Rachel Ward - Uccelli di rovo (The Thorn Birds)
  - Gena Rowlands - Thursday's Child (Thursday's Child)
  - Susan Blakely - Will There Really Be a Morning? (Will There Really Be a Morning?)
- 1985
  - Ann-Margret - Un tram che si chiama Desiderio (A Streetcar Named Desire)
  - Farrah Fawcett - Quando una donna (The Burning Bed)
  - Jane Fonda - Dollmaker (The Dollmaker)
  - Glenda Jackson - Sakharov (Sakharov)
  - Glenn Close - Quelle strane voci su Amelia (Something About Amelia)
- 1986
  - Liza Minnelli - Senza domani (A Time to Live)
  - Peggy Ashcroft - Il gioiello nella corona (The Jewel in the Crown)
  - Marlo Thomas - Segreto di famiglia (Consenting Adult)
  - Joanne Woodward - Do You Remember Love (Do You Remember Love)
  - Gena Rowlands - Una gelata precoce (An Early Frost)
- 1987
  - Loretta Young - La colomba di Natale (Christmas Eve)
  - Amy Irving - Anastasia - L'ultima dei Romanov (Anastasia: The Mystery of Anna)
  - Farrah Fawcett - Il coraggio di non dimenticare (Nazi Hunter: The Beate Klarsfeld Story)
  - Marlo Thomas - Nobody's Child (Nobody's Child)
  - Vanessa Redgrave - Second Serve (Second Serve)
- 1988
  - Gena Rowlands - All'ombra della Casa Bianca (The Betty Ford Story)
  - Shirley MacLaine - Out on a Limb (Out on a Limb)
  - Farrah Fawcett - Una povera ragazza ricca - La storia di Barbara Hutton (Poor Little Rich Girl: The Barbara Hutton Story)
  - Raquel Welch - Quando morire (Right to Die)
  - Ann-Margret - Le due signore Grenville (The Two Mrs. Grenvilles)
- 1989
  - Ann Jillian - La vera storia di Ann Jillian (The Ann Jillian Story)
  - Jane Seymour - Ricordi di guerra (War and Remembrance)
  - JoBeth Williams - Baby M (Baby M)
  - Vanessa Redgrave - Un uomo per tutte le stagioni (A Man for All Seasons)
  - Jane Seymour - Una corona per Wally (The Woman He Loved)

### 1990
- 1990
  - Christine Lahti - Senza rifugio (No Place Like Home)
  - Jane Seymou - Ricordi di guerra (War and Remembrance)
  - Loretta Young - Donne di successo (Lady in the Corner)
  - Holly Hunter - Roe vs. Wade (Roe vs. Wade)
  - Farrah Fawcett - Sacrificio d'amore (Small Sacrifices)
- 1991
  - Barbara Hershey - A Killing in a Small Town (A Killing in a Small Town)
  - Annette O'Toole - I Kennedy (The Kennedys of Massachusetts)
  - Stephanie Zimbalist - Caroline? (Caroline?)
  - Lesley Ann Warren - Operazione Walker (Family of Spies)
  - Suzanne Pleshette - Leona Helmsley: The Queen of Mean (Leona Helmsley: The Queen of Mean)
- 1992
  - Judy Davis - One Against the Wind (One Against the Wind)
  - Sally Kirkland - The Haunted (The Haunted)
  - Lynn Whitfield - Venere Nera (The Josephine Baker Story)
  - Glenn Close - Sarah, Plain and Tall (Sarah, Plain and Tall)
  - Jessica Tandy - La signora delle fiabe (The Story Lady)
- 1993
  - Laura Dern - Afterburn (Afterburn)
  - Drew Barrymore - Bella e dannata (Guncrazy)
  - Katharine Hepburn - The Man Upstairs (The Man Upstairs)
  - Kyra Sedgwick - Rose White (Miss Rose White)
  - Jessica Lange - Terra di pionieri (O Pioneers!)
- 1994
  - Bette Midler - Gypsy (Gypsy)
  - Faye Dunaway - Colombo - Donne pericolose per il tenente Colombo (Columbo: It's All in the Game)
  - Anjelica Huston - Foto di famiglia (Family Pictures)
  - Helena Bonham Carter - Mio marito è innocente  (Fatal Deception: Mrs. Lee Harvey Oswald)
  - Holly Hunter - The Positively True Adventures of the Alleged Texas Cheerleader-Murdering Mom (The Positively True Adventures of the Alleged Texas Cheerleader-Murdering Mom)
- 1995
  - Joanne Woodward - Breathing Lessons (Breathing Lessons)
  - Diane Keaton - Amelia Earhart: The Final Flight (Amelia Earhart: The Final Flight)
  - Kirstie Alley - La madre di David (David's Mother)
  - Irene Bedard - Lakota Woman: Siege at Wounded Knee (Lakota Woman: Siege at Wounded Knee)
  - Diana Ross - Fuori dal buio (Out of Darkness)[1]
- 1996
  - Jessica Lange - Un tram che si chiama Desiderio (A Streetcar Named Desire)
  - Sally Field - A Woman of Independent Means (A Woman of Independent Means)
  - Jamie Lee Curtis - Heidi Chronicles (The Heidi Chronicles)
  - Linda Hamilton - Domani senza te (A Mother's Prayer)
  - Glenn Close - Costretta al silenzio (Serving in Silence: The Margarethe Cammermeyer Story)
- 1997
  - Helen Mirren - Losing Chase (Losing Chase)
  - Isabella Rossellini - Crime of the Century (Crime of the Century)
  - Demi Moore - Tre vite allo specchio (If These Walls Could Talk)
  - Ashley Judd - Norma Jean & Marilyn (Norma Jean & Marilyn)
  - Mira Sorvino - Norma Jean & Marilyn (Norma Jean & Marilyn)
- 1998
  - Alfre Woodard - Miss Evers' Boys (Miss Evers' Boys)
  - Meryl Streep - Non nuocere  (...First Do No Harm)
  - Ellen Barkin - Le ali per volare (Before Women Had Wings)
  - Vanessa Redgrave - Bella Mafia (Bella Mafia)
  - Jena Malone - Hope (Hope)
- 1999
  - Angelina Jolie - Gia (Gia)
  - Stockard Channing - Una decisione sofferta (The Baby Dance)
  - Laura Dern - Una decisione sofferta (The Baby Dance)
  - Ann-Margret - Pamela Churchill, una vita tra uomini e politica (Life of the Party: The Pamela Harriman Story)
  - Miranda Richardson - Merlino e l'apprendista stregone (Merlin)

### 2000
- 2000
  - Halle Berry - Vi presento Dorothy Dandridge (Introducing Dorothy Dandridge)
  - Judy Davis - Dash and Lilly (Dash and Lilly)
  - Mia Farrow - Il silenzio dell'amore (Forget Me Never)
  - Leelee Sobieski - Giovanna d'Arco (Joan of Arc)
  - Helen Mirren - The Passion of Ayn Rand (The Passion of Ayn Rand)
- 2001
  - Judi Dench - The Last of the Blonde Bombshells (The Last of the Blonde Bombshells)
  - Christine Lahti - Una donna americana (An American Daughter)
  - Holly Hunter - Harlan County War (Harlan County War)
  - Alfre Woodard - Una drag queen come mamma (Holiday Heart)
  - Frances O'Connor - Madame Bovary (Madame Bovary)
  - Rachel Ward - L'ultima spiaggia (On the Beach)
- 2002
  - Judy Davis - Judy Garland (Life with Judy Garland: Me and My Shadows)
  - Bridget Fonda - After Amy (After Amy)
  - Hannah Taylor-Gordon - La storia di Anna Frank (Anne Frank: The Whole Story)
  - Julianna Margulies - Le nebbie di Avalon (The Mists of Avalon)
  - Leelee Sobieski - La rivolta (Uprising)
  - Emma Thompson - Wit (Wit)
- 2003
  - Uma Thurman - Gli occhi della vita (Hysterical Blindness)
  - Helen Mirren - Il venditore dell'anno (Door to Door)
  - Vanessa Redgrave - Guerra imminente (The Gathering Storm)
  - Shirley MacLaine - La battaglia di Mary Kay (Hell on Heels: The Battle of Mary Kay)
  - Helena Bonham Carter - Live from Baghdad (Live from Baghdad)
- 2004
  - Meryl Streep - Angels in America (Angels in America)
  - Judy Davis - The Reagans (The Reagans)
  - Jessica Lange - Normal (Normal)
  - Helen Mirren - La primavera romana della signora Stone (Tennessee Williams' The Roman Spring Of Mrs. Stone)
  - Maggie Smith - La mia casa in Umbria (My House In Umbria)
- 2005
  - Glenn Close - The Lion in Winter - Nel regno del crimine
  - Blythe Danner - Back When We Were Grownups (Back When We Were Grownups)
  - Julianna Margulies - The Grid (The Grid)
  - Miranda Richardson - The Lost Prince (The Lost Prince)
  - Hilary Swank - Angeli d'acciaio (Iron Jawed Angels)
- 2006
  - S. Epatha Merkerson - Lackawanna Blues (Lackawanna Blues)
  - Halle Berry - Con gli occhi rivolti al cielo (Their Eyes Were Watching God)
  - Kelly Macdonald - La ragazza nel caffè (The Girl In The Cafe)
  - Cynthia Nixon - F.D. Roosevelt: un uomo, un presidente (Warm Springs)
  - Mira Sorvino - Human Trafficking (Human Trafficking)
- 2007
  - Helen Mirren - Elizabeth I
  - Gillian Anderson - Bleak House
  - Annette Bening - Mrs. Harris
  - Helen Mirren - Prime Suspect: The Final Act
  - Sophie Okonedo - Tsunami: The Aftermath
- 2008
  - Queen Latifah - Life Support (Life Support)
  - Ruth Wilson - Jane Eyre (Jane Eyre)
  - Debra Messing - The Starter Wife (The Starter Wife)
  - Bryce Dallas Howard - Come vi piace (As You Like It)
  - Sissy Spacek - Il mondo di Hollis Woods (Pictures of Hollis Woods)
- 2009
  - Laura Linney - John Adams
  - Judi Dench - Cranford
  - Catherine Keener - An American Crime
  - Shirley MacLaine - Coco Chanel
  - Susan Sarandon - Bernard & Doris - Complici amici (Bernard and Doris)

### 2010
- 2010
  - Drew Barrymore - Grey Gardens - Dive per sempre
  - Joan Allen - Georgia O'Keeffe
  - Jessica Lange - Grey Gardens - Dive per sempre
  - Anna Paquin - Il coraggio di Irena Sendler (The Courageous Heart of Irena Sendler)
  - Sigourney Weaver - Prayers for Bobby
- 2011
  - Claire Danes - Temple Grandin - Una donna straordinaria (Temple Grandin)
  - Hayley Atwell - I pilastri della Terra (The Pillars of the Earth)
  - Judi Dench - Return to Cranford
  - Romola Garai - Emma
  - Jennifer Love Hewitt - La lista dei clienti (The Client List)
- 2012
  - Kate Winslet - Mildred Pierce
  - Romola Garai - The Hour
  - Diane Lane - Cinema Verite
  - Elizabeth McGovern - Downton Abbey
  - Emily Watson - Appropriate Adult
- 2013
  - Julianne Moore - Game Change
  - Nicole Kidman - Hemingway & Gellhorn
  - Jessica Lange - American Horror Story: Asylum
  - Sienna Miller - The Girl - La diva di Hitchcock
  - Sigourney Weaver - Political Animals
- 2014
  - Elisabeth Moss - Top of the Lake
  - Helena Bonham Carter - Burton & Taylor
  - Rebecca Ferguson - The White Queen
  - Jessica Lange - American Horror Story: Coven
  - Helen Mirren - Phil Spector
- 2015
  - Maggie Gyllenhaal - The Honourable Woman
  - Jessica Lange - American Horror Story: Freak Show
  - Frances McDormand - Olive Kitteridge
  - Frances O'Connor - The Missing
  - Allison Tolman - Fargo
- 2016
  - Lady Gaga - American Horror Story: Hotel
  - Sarah Hay - Flesh and Bone
  - Felicity Huffman - American Crime
  - Queen Latifah - Bessie
  - Kirsten Dunst - Fargo
- 2017
  - Sarah Paulson - Il caso O. J. Simpson: American Crime Story
  - Felicity Huffman - American Crime
  - Riley Keough - The Girlfriend Experience
  - Charlotte Rampling - London Spy
  - Kerry Washington - Confirmation - Una donna per la verità (Confirmation)
- 2018
  - Nicole Kidman - Big Little Lies - Piccole grandi bugie (Big Little Lies)
  - Jessica Biel - The Sinner
  - Jessica Lange - Feud
  - Susan Sarandon - Feud
  - Reese Witherspoon - Big Little Lies - Piccole grandi bugie (Big Little Lies)
- 2019
  - Patricia Arquette - Escape at Dannemora
  - Amy Adams - Sharp Objects
  - Connie Britton - Dirty John
  - Laura Dern - The Tale
  - Regina King - Seven Seconds

### 2020
- 2020
  - Michelle Williams - Fosse/Verdon
  - Kaitlyn Dever - Unbelievable
  - Joey King - The Act
  - Helen Mirren - Caterina la Grande (Catherine the Great)
  - Merritt Wever - Unbelievable
- 2021[2][3]
  - Anya Taylor-Joy - La regina degli scacchi
  - Cate Blanchett - Mrs. America
  - Daisy Edgar-Jones - Normal People
  - Shira Haas - Unorthodox
  - Nicole Kidman - The Undoing
- 2022[4]
  - Kate Winslet - Omicidio a Easttown (Mare of Easttown)
  - Jessica Chastain - Scene da un matrimonio (Scenes from a Marriage)
  - Cynthia Erivo - Genius
  - Elizabeth Olsen - WandaVision
  - Margaret Qualley - Maid
- 2023
  - Amanda Seyfried - The Dropout
  - Jessica Chastain - George & Tammy
  - Julia Garner - Inventing Anna
  - Lily James - Pam & Tommy
  - Julia Roberts - Gaslit
- 2024
  - Ali Wong – Lo scontro (Beef)
  - Riley Keough – Daisy Jones & The Six
  - Brie Larson – Lessons in Chemistry
  - Elizabeth Olsen – Love & Death
  - Juno Temple – Fargo
  - Rachel Weisz – Dead Ringers
- 2025[5]
  - Jodie Foster – True Detective: Night Country
  - Cate Blanchett – Disclaimer - La vita perfetta (Disclaimer)
  - Cristin Milioti – The Penguin
  - Sofía Vergara – Griselda
  - Naomi Watts – Feud: Capote vs. The Swans
  - Kate Winslet – The Regime - Il palazzo del potere (The Regime)